# コニ型フリゲート
| コニ型フリゲート 1159号計画型警備艦 | コニ型フリゲート 1159号計画型警備艦                                                                | コニ型フリゲート 1159号計画型警備艦   |
| ----------------------------------- | -------------------------------------------------------------------------------------------------- | ------------------------------------- |
| ДЕЛЬФИН (1982.5/1撮影)              | |                                       |
| 艦級概観                            | |                                       |
| 艦種                                | 警備艦（フリゲート）                                                                               | 警備艦（フリゲート）                  |
| 艦名                                | 番号名等                                                                                           | 番号名等                              |
| 開発国                              | ソビエト連邦                                                                                       | ソビエト連邦                          |
| 前級                                | ミルカ型フリゲート（35型）                                                                         | ミルカ型フリゲート（35型）            |
| 次級                                | ゲパルト型フリゲート（11661型）                                                                    | ゲパルト型フリゲート（11661型）       |
| 就役期間                            | 1975年 - 1988年                                                                                    | 1975年 - 1988年                       |
| 完成                                | 14隻                                                                                               | 14隻                                  |
| 現役                                | 8隻?                                                                                               | 8隻?                                  |
| 退役                                | 6隻?                                                                                               | 6隻?                                  |
| 性能要目                            | |                                       |
| 排水量                              | 基準：1140 t                                                                                       | 基準：1140 t                          |
| 排水量                              | 満載：1660 t                                                                                       |                                       |
| 全長                                | 95.0 m                                                                                             | 95.0 m                                |
| 全幅                                | 12.8 m                                                                                             | 12.8 m                                |
| 吃水                                | 4.2 m                                                                                              | 4.2 m                                 |
| 機関                                | CODAG方式, 2軸推進                                                                                 | CODAG方式, 2軸推進                    |
| 機関                                | M-2Bガスタービン機関（18,000hp）                                                                   | 1基                                   |
| 機関                                | 61Bディーゼル機関（計18,000hp）                                                                    | 2基                                   |
| 速力                                | 最大：27 kt                                                                                        | 最大：27 kt                           |
| 航続距離                            | 1,800nmi / 14kt                                                                                    | 1,800nmi / 14kt                       |
| 乗員                                | 96 - 110名                                                                                         | 96 - 110名                            |
| 兵装                                | AK-726 76.2mm連装砲                                                                                | 2基                                   |
| 兵装                                | AK-230 30mm連装機関砲                                                                              | 2基                                   |
| 兵装                                | 4K33短SAM連装発射機 （搭載弾数20発)                                                                | 1基                                   |
| 兵装                                | RBU-6000 12連装対潜迫撃砲                                                                          | 2基                                   |
| 兵装                                | P-20 (SS-N-2C) SSM ※ユーゴ、リビア向け 1135,TP型 （I型,III型）                                     | 4発                                   |
| 兵装                                | 406mm連装魚雷発射管 ※ユーゴ、リビア向け 1135,TP型 （I型,III型）; 一部艦では324mm 3連装短魚雷発射管 | 2基                                   |
| レーダー                            | МР-302（ストラット・カーブ） 対空捜索                                                              | МР-302（ストラット・カーブ） 対空捜索 |
| レーダー                            | ドン-2 航海                                                                                        |                                       |
| レーダー                            | ポップ・グループ 射撃指揮                                                                          |                                       |
| レーダー                            | МР-105（オウル・スクリーチ）射撃指揮                                                               |                                       |
| レーダー                            | МР-123 バス・テイルト射撃指揮                                                                      |                                       |

コニ型フリゲート（コニがたフリゲート、英: Koni class Frigate）は、ソヴィエト/ロシア海軍の警備艦（フリゲート）である。1975年 - 1988年に14隻が建造され、現在も8隻前後が活動中である。
コニ型はNATOコードネームであり、ソ連海軍の計画名は1159号計画型警備艦（СКР проекта 1159）である。

## 概要
コニ型フリゲートは、ペチャ型フリゲートを基にしてグリシャII型コルベットの設計を加え、1950年代に同盟諸国に供与したリガ型フリゲートの更新用に開発された輸出用警備艦である。だが実際にリガ型に続いてコニ型を運用したのはブルガリアと東ドイツ海軍の4隻のみである。また1番艦ДЕЛЬФИНは最初ソ連海軍の黒海艦隊で運用されたが同盟諸国乗務員の訓練用だったようで役目の終わった1991年にはブルガリア海軍に売却されСмелиと改名された。
コニ型フリゲートやグリシャ型およびパルヒム型コルベットの直接の後継艦としてゲパルト型フリゲートが設計され1991年から建造が始まった。
原型の艦容は艦首と艦尾の76.2mm連装砲1基ずつの配備がペチャ型・ミルカ型と引き継がれ、船体一杯に拡張された船首楼型艦橋、主砲との間の一段下がった構造物上の左右前端に1基ずつ対潜ロケット砲、艦橋上にマストとレーダー、後方に煙突が続き、構造物断絶しスペースがある後にミサイルを装備した後部構造物、この当りはグリシャ型に似ている。海外諸国向けの装備の違いで大きく3タイプに分類される。
1159 （コニI型）6隻：ソ連・ブルガリア・東ドイツ・ユーゴスラビア海軍の寒冷地向け
特にユーゴスラビア海軍向けの艦はP-15（SS-N-2 スティクス、ロシア語П-15 ≪Термит≫）が装備されて、外観が変わっている。

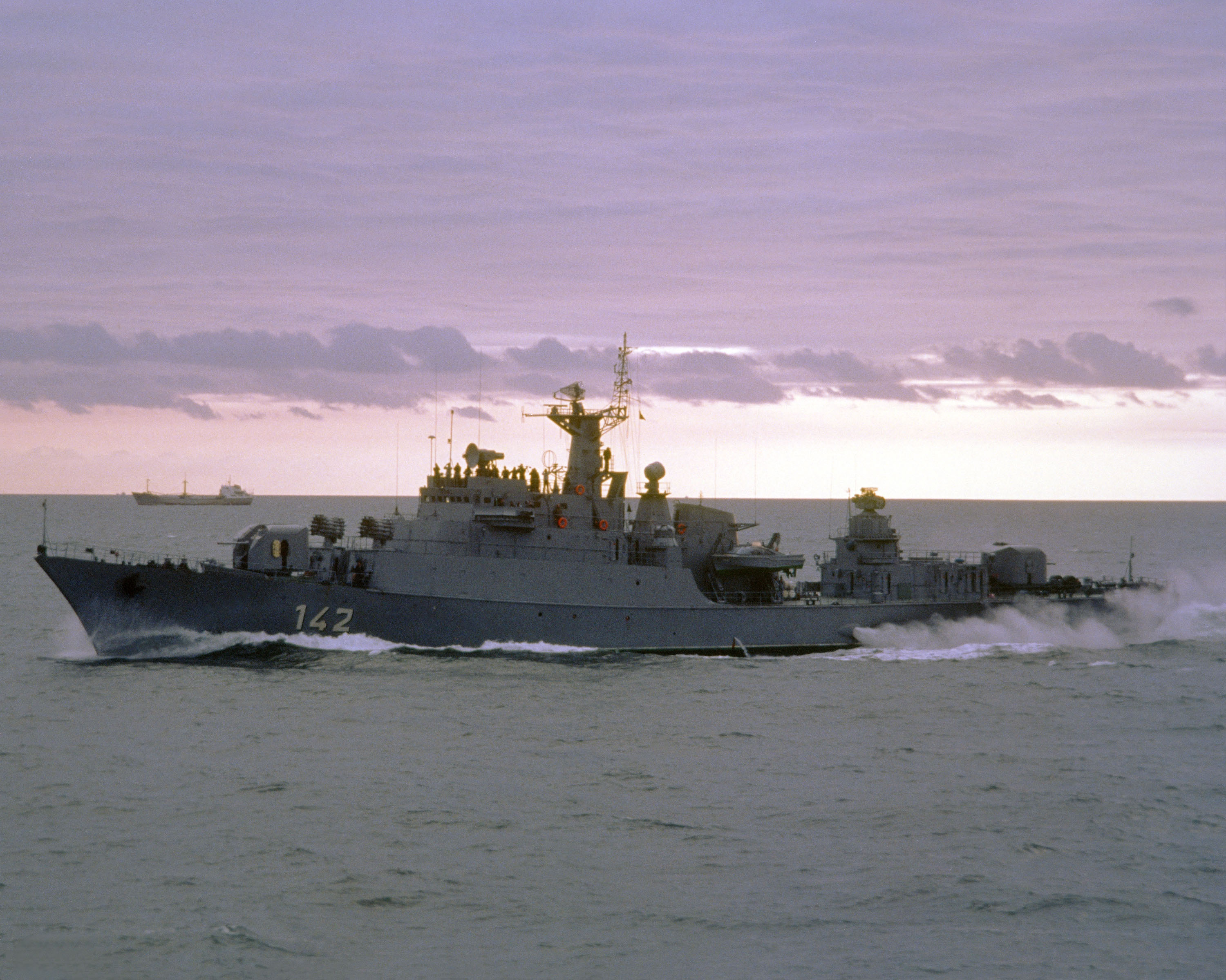
1985,10/1撮影、東ドイツ人民海軍ベルリン・ハウプトシュタット・デア・デーデーエール

1159-T （コニII型）6隻：アルジェリア・キューバ海軍の熱帯地向け
熱帯向けに内装等も変更があったと思われるが外見上確認できるのは煙突と対空ミサイルを装備した後部構造物がつながっている。アルジェリア海軍向けの艦は、艦対空ミサイルの撤去や533mm2連装対潜魚雷発射管2基の装備などの改修が行われ、2024年時点では練習艦として運用されている。

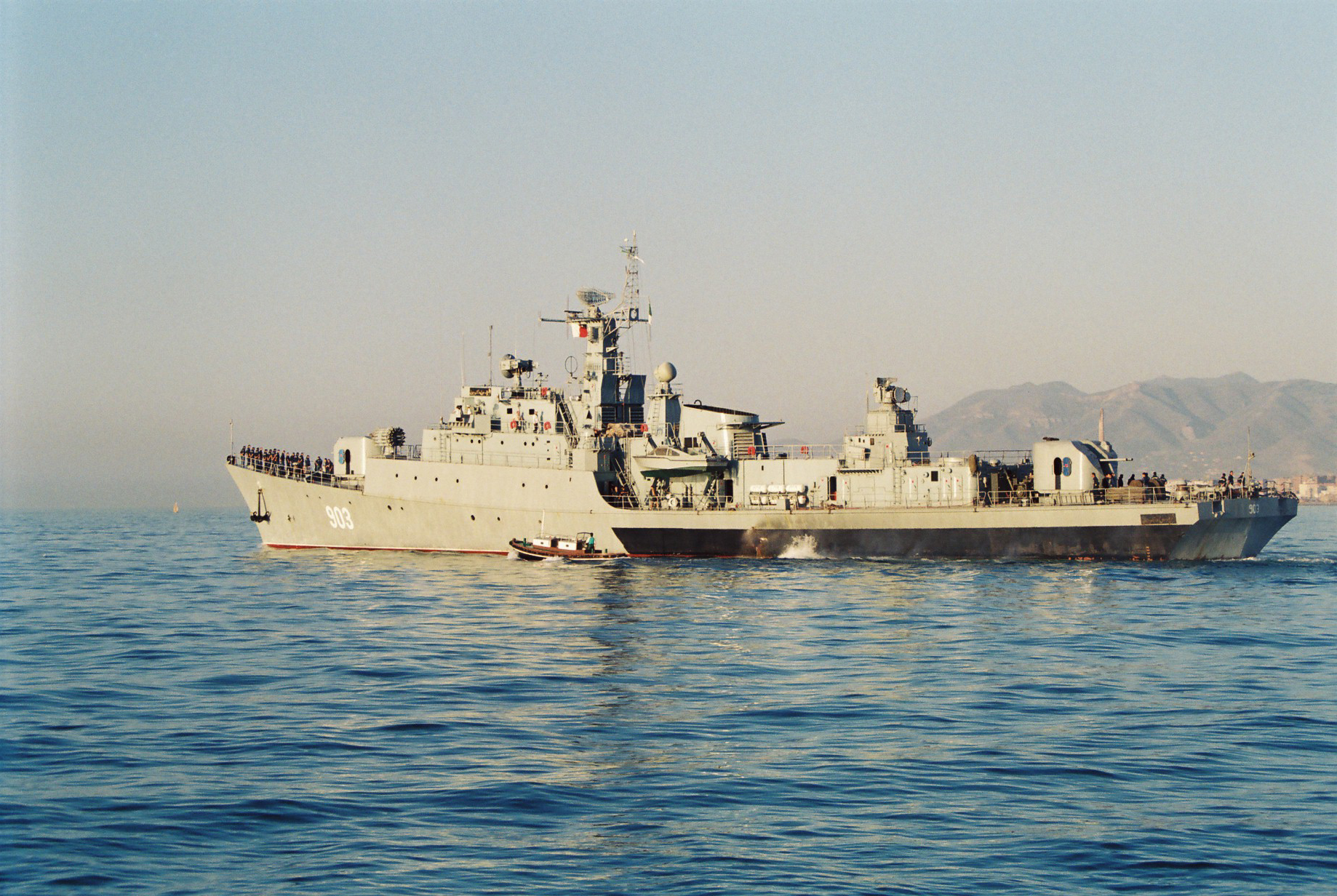
1994,9/2撮影Раис КорфоуСКР-129

1159-TP （コニIII型）2隻：リビア海軍向け対艦ミサイル装備
1159-T型のリビア海軍向けとして艦橋の前と艦首砲塔の間の対潜ロケット砲十二連装РБУ-6000を左右両端に2基装備している箱型構造物を削り、左右にSS-N-2C ≪Styx≫の連装タイプを2基装備しその間の真ん中に対潜ロケット砲十二連装РБУ-6000を1基装備に改造され、対潜魚雷発射管が煙突と対空ミサイルを装備した後部構造物のつながっている両脇に装備されたが詳しくは画像確認。

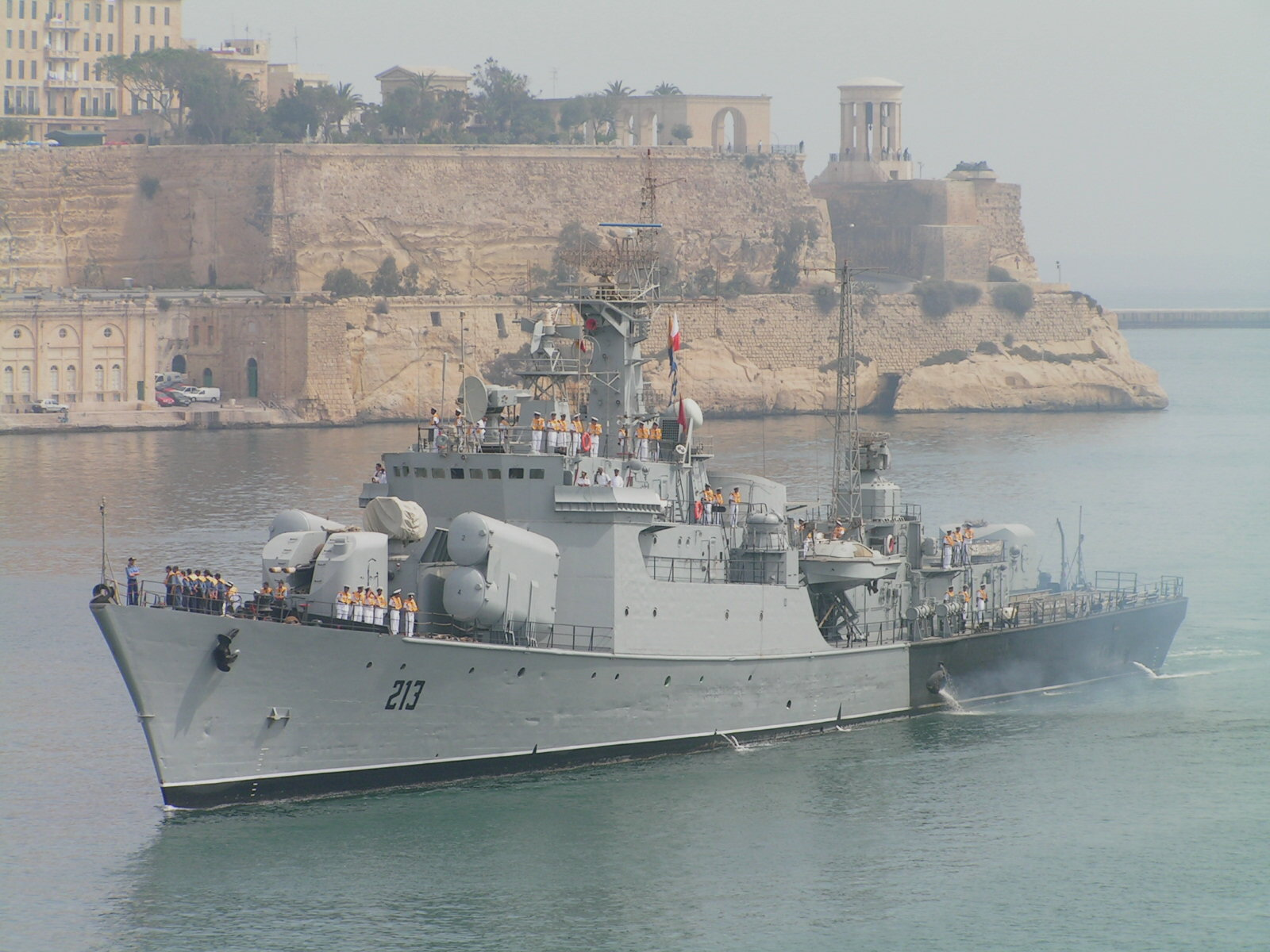
1159-ТР Аль Гардабия

またコニ型を参考とした派生艦として、ルーマニアではアミラル・ペトレ・バルブニェヌ級コルベット、ユーゴスラビアではコトル級フリゲートが建造された。

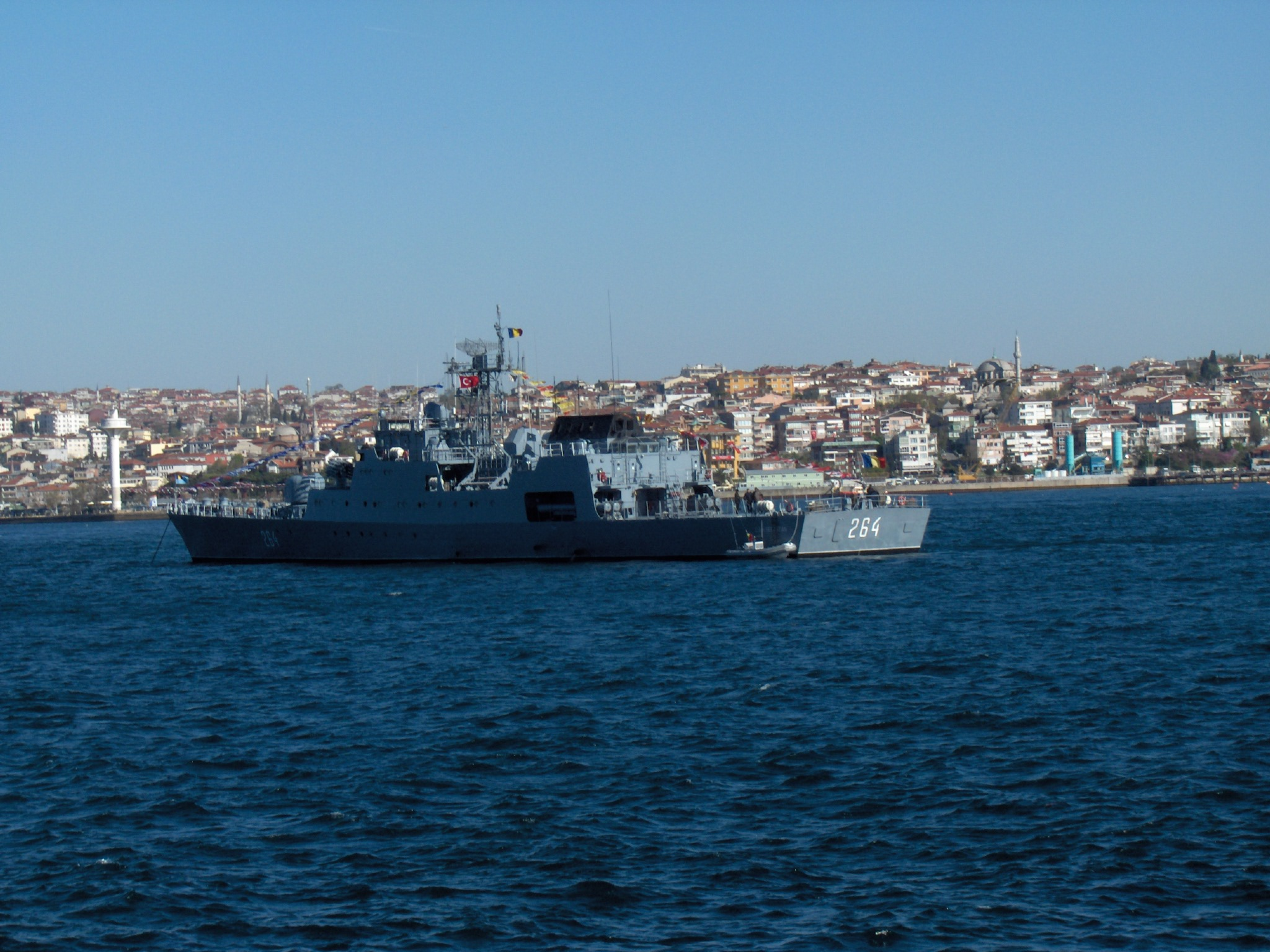
写真はTetal-II型Bosphorus; Istanbul, Turkeyで撮影

## 同型艦一覧
| 艦型    | 艦名    | 竣工           | 移籍・解体     | 備考                                                                                |
| ------- | ------- | -------------- | -------------- | ----------------------------------------------------------------------------------- |
| 1159    | ДЕЛЬФИН | 1975年12月31日 | 1991年06月01日 | ブルガリア海軍でСмели（スモーリー）と改名                                           |
| 1159    | НЕРПА   | 1977年12月31日 | 1989年04月05日 | 東ドイツ海軍でRostock(KSS 141)と改名、統一後艦番号をF 224に変更された後、退役し解体 |
| 1159    | КРЕЧЕТ  | 1978年12月31日 | 1987年08月01日 | 東ドイツ海軍でBerlin - Hauptstadt der DDR(KSS 142)と改名、統一後解体                |
| 1159    | СОКОЛ   | 1979年11月30日 | 1989年05月04日 | ユーゴスラビア海軍でSplit更にBeograd(VPB-31)と改名、エジプト海軍へ売却              |
| 1159    | СКР-481 | 1981年12月24日 | 1990年04月19日 | ユーゴスラビア海軍でKopar更にPodgorica(VPB-32)と改名、エジプト海軍へ売却            |
| 1159    | СКР-149 | 1985年06月25日 | 1990年04月19日 | 東ドイツ海軍でHalle(KSS 143)と改名、統一後艦番号をF 225に変更された後、退役し解体   |
| 1159-T  | СКР-482 | 1980年09月30日 | 1990年04月19日 | アルジェリア海軍でMourad Raisと改名                                                 |
| 1159-T  | СКР-28  | 1980年10月30日 | 1990年04月19日 | キューバ海軍でMarielと改名、解体                                                    |
| 1159-T  | СКР-35  | 1981年11月30日 | 1991年06月24日 | アルジェリア海軍でRais Kellichと改名                                                |
| 1159-T  | СКР-471 | 1983年08月13日 | 1992年12月31日 | キューバ海軍で艦首番号б/н 356に改名、現在岩礁に沈没船として確認される               |
| 1159-T  | СКР-129 | 1984年08月30日 | 1990年04月19日 | アルジェリア海軍でRais Korfouと改名                                                 |
| 1159-TP | СКР-201 | 1985年04月27日 | 1990年04月19日 | リビア海軍でAl Hani と改名                                                          |
| 1159-TP | СКР-195 | 1985年04月27日 | 1992年12月31日 | リビア海軍でAl Ghardabiaと改名                                                      |
| 1159-T  | СКР-451 | 1987年12月25日 | 1992年12月31日 | キューバ海軍でMonkadaと改名、解体                                                   |

## 同盟諸国供与艦詳細
- ソビエト連邦海軍黒海艦隊: 1隻 - ДЕЛЬФИН
- アルジェリア海軍: 3隻 - Mourad Rais、Rais Kellich、Rais Kellich
- ブルガリア海軍: 1隻 - Смели（スモーリー）
- キューバ海軍: 3隻 - Mariel、б/н 356、Monkada
- 人民海軍: 3隻 - Rostock（ロストック）、Berlin（ベルリン）、Halle（ハレ）
- リビア海軍: 2隻 - Al Hani、Al Ghardabia
- ユーゴスラビア人民海軍: 2隻 - hr:VPBR-31 Split→Beograd、Kopar→Podgorica

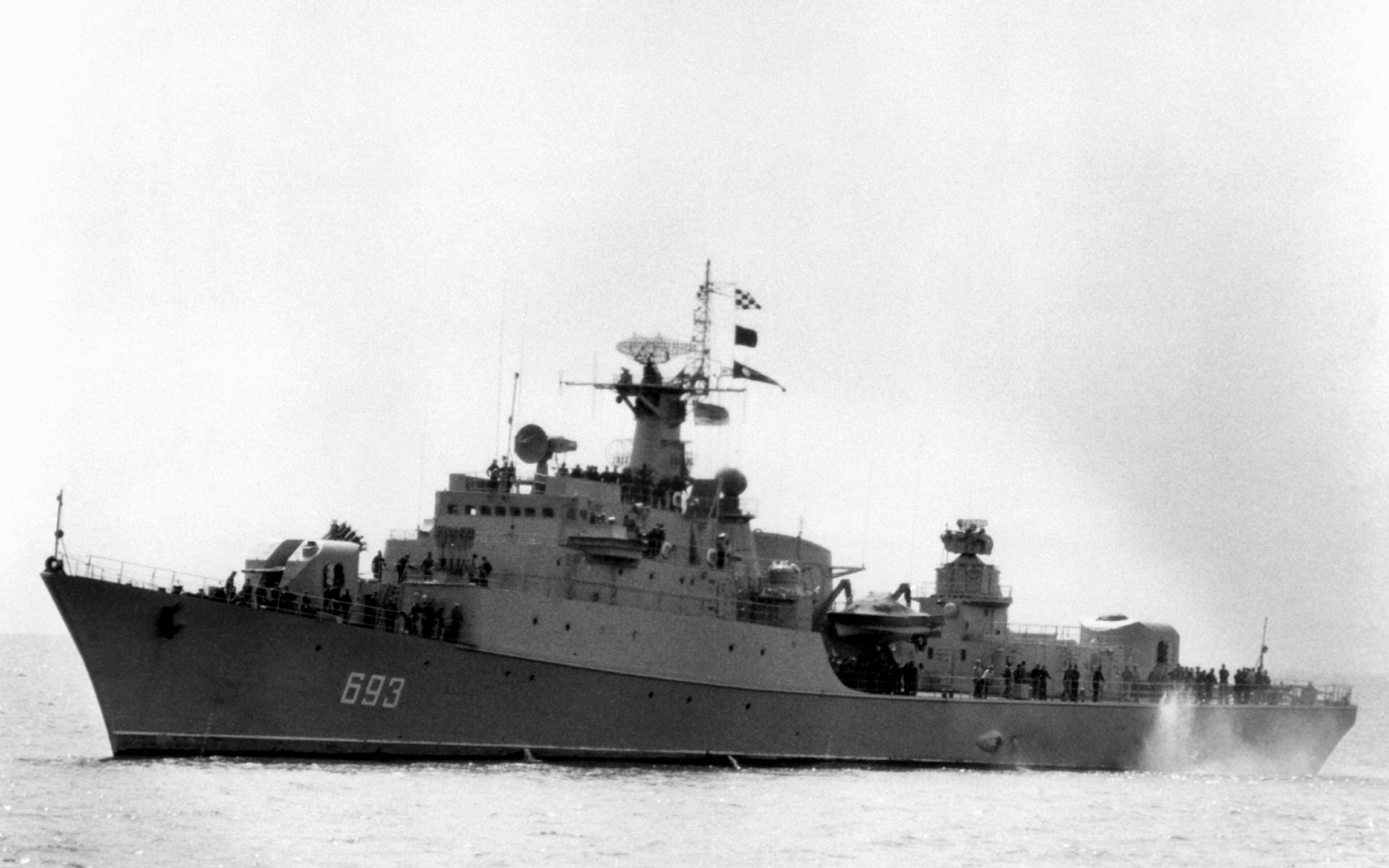
1982,01/05ソ連海軍時代のDelifin
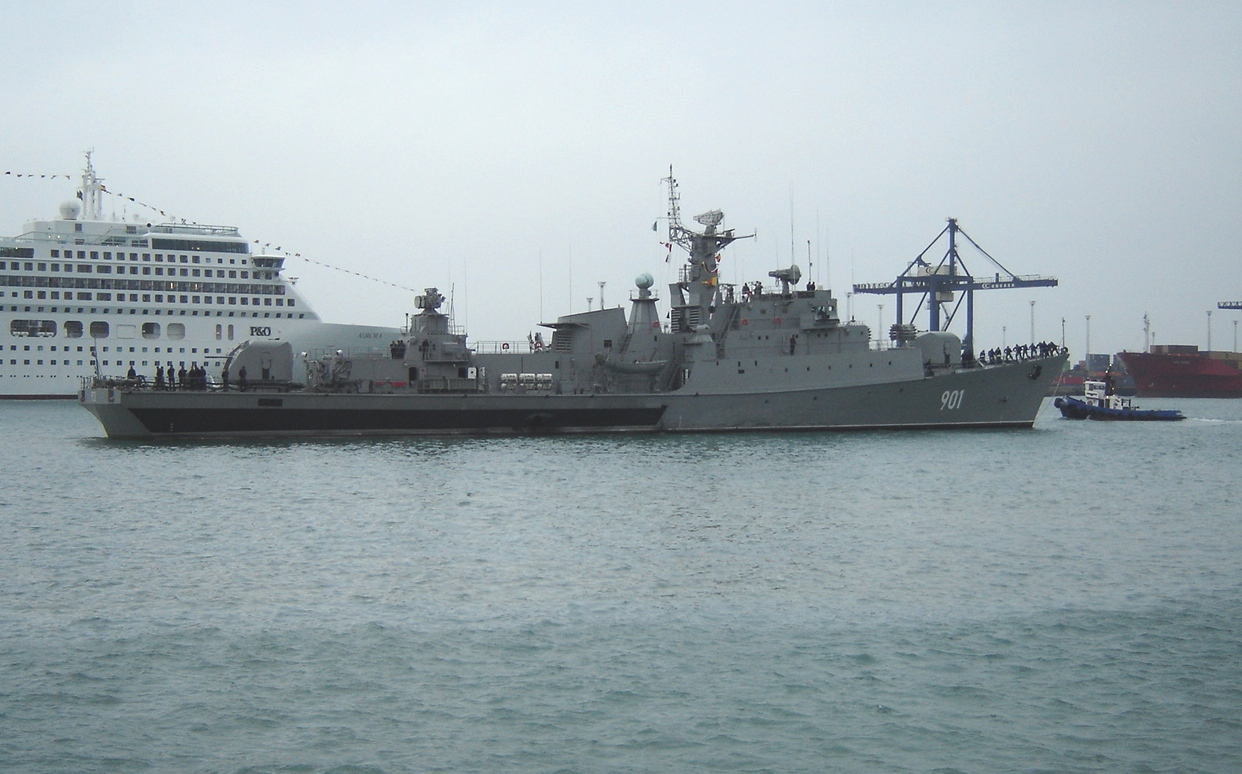
2005,04/21アルジェリア海軍に売却されたСКР-482改めМоурад Раис、Cadizで撮影
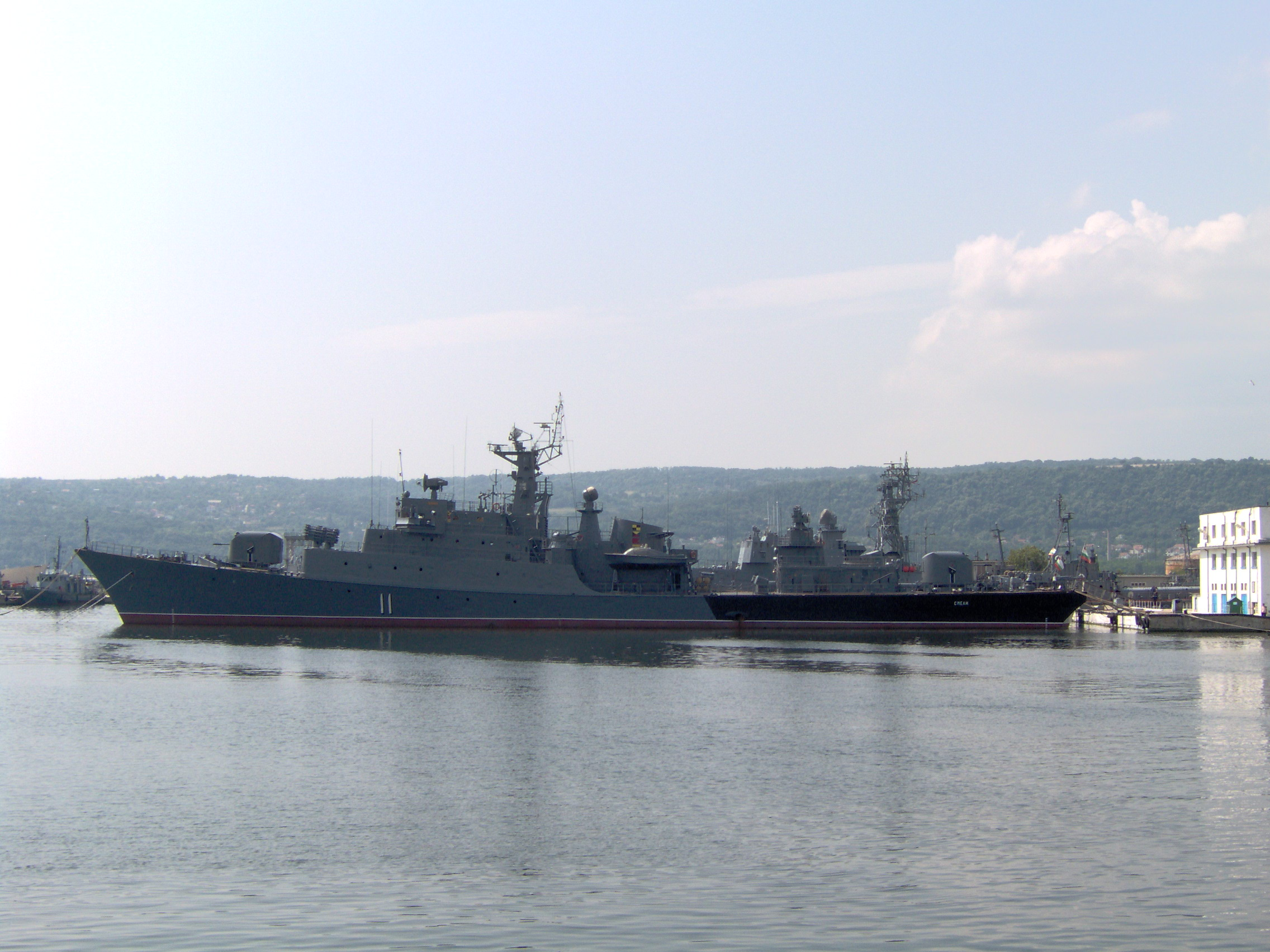
2006,06/01ブルガリア海軍に売却されたDelifin改めСмели（スモーリー）、Varnaで撮影
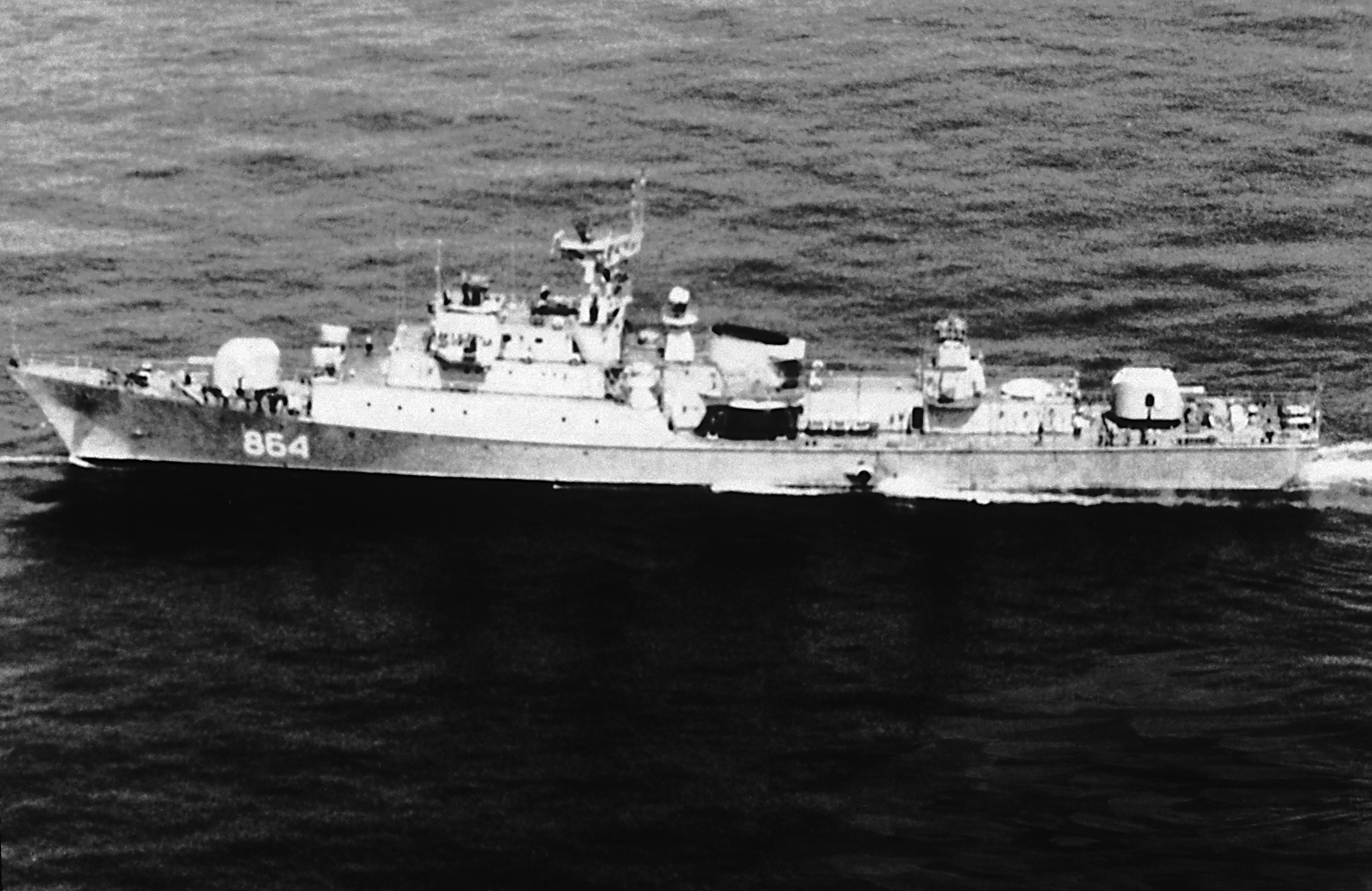
1983,01/04キューバ海軍に売却されたСКР-28改めМапе!
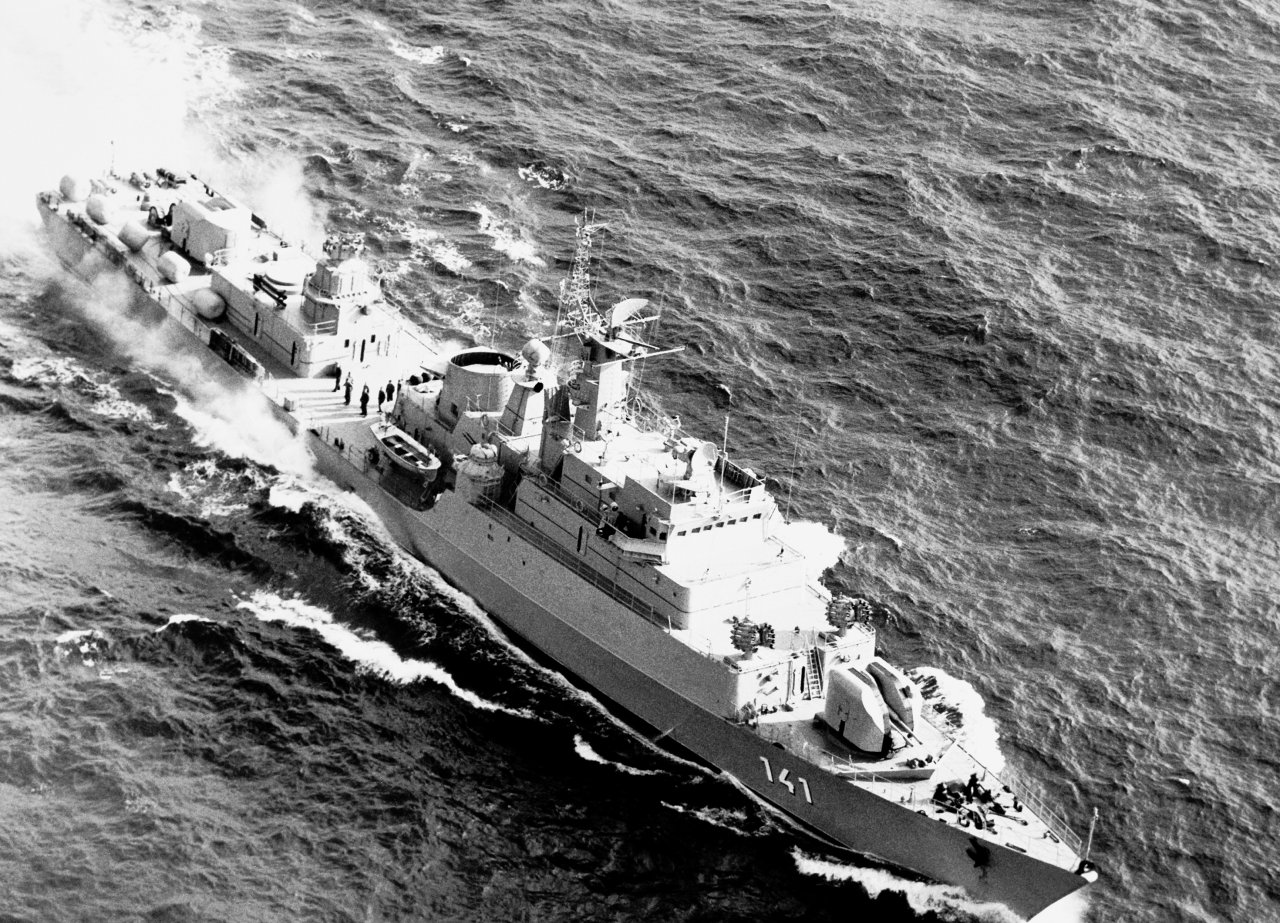
1982,01/01東ドイツ海軍に売却されたНЕРПА改めЙоз1ос1
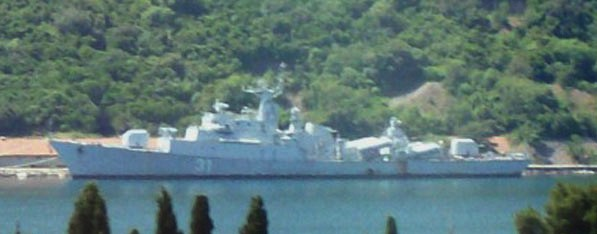
ユーゴスラビア海軍に売却されたСОКОЛ改めВПБР 31 Сплит更に改名Београдом